# Tartegnin
Tartegnin est une commune suisse du canton de Vaud, située dans le district de Nyon, elle fait partie de La Côte.

## Géographie
Implantée au nord-ouest de Rolle, cette petite commune de 109 ha est délimitée à l’est par le ruisseau du Flon qui sert de frontière avec Essertines-sur-Rolle, tandis qu’à l’ouest la démarcation avec Gilly ne suit que sur une courte distance le tracé du cours de l’Engolliau.

## Population

### Gentilé et surnoms
Les habitants de la commune se nomment les Tartevinois,,.
Ils sont surnommés les Caca-Vito (ceux qui vont rapidement à la selle en patois vaudois) et les Ronges-Souches,,.

## Histoire
Ce territoire autrefois dépendant de la seigneurie de Mont-le-Vieux comprenait des biens ecclésiastiques appartenant aux religieux de l'abbaye du lac de Joux, mais aussi de l'abbaye de Bonmont et du prieuré de Bursins.
Le 18 novembre 2017, la commune a organisé le deuxième Mondial de la fondue.

## Monuments
Maison de commune. Première maison de commune attestée en 1624. Deuxième maison de commune déplacée en 1817 plus au sud. Transformée en école en 1838. Troisième maison de commune ajoutée vers 1824 au sud de la précédente, avec pinte communale « Au Rognon de la Côte » (1842). Clocher 1849 (déplacé à plusieurs reprises).
Ancienne maison de La Harpe (rue du Terroir 10). Ensemble complexe, dont le noyau le plus ancien remonte au début du XVIe siècle en tout cas. Est devenue le siège de la branche tartevinoise de la famille de La Harpe.
Ancienne maison de Mestral (rue du Terroir 4). Propriété au XVIe siècle d'Urbain Quisard (notaire de Nyon devenu seigneur de Crans-près-Céligny). Charles-Albert de Mestral de Saint-Saphorin-sur-Morges agrandit l’édifice vers 1779 pour lui donner sa silhouette actuelle.
Ancienne maison de Martines (rue des Courtis 10). Ce bien passe par mariage, au XVIIe siècle, à Élisabeth de Martines, qui fait élever la maison vigneronne actuelle vers 1690.